# تایلر بیتس
تایلر بیتس (انگلیسی: Tyler Bates؛ زادهٔ ۵ ژوئن ۱۹۶۵) آهنگساز اهل ایالات متحده آمریکا است.
او بیشتر به خاطر ساخت موسیقی متن فیلم‌هایی مثل ۳۰۰، نگهبانان کهکشان، شهر ارواح و جان ویک و به عنوان گیتاریست بند مریلین منسون شناخته شده و همچنین دو آلبوم آخر مرلین منسون توسط او آهنگسازی و ضبط شده.
او تا به حال نامزد و همچنین برندهٔ جوایز متعددی از مراسم‌های مختلف موسیقی شده.
 سبک موسیقی او موسیقی فیلم، موسیقی بازی ویدئویی و راک است.